# Xã Grant Valley, Quận Beltrami, Minnesota
Xã Grant Valley (tiếng Anh: Grant Valley Township) là một xã thuộc quận Beltrami, tiểu bang Minnesota, Hoa Kỳ. Năm 2010, dân số của xã này là 2.029 người.